# دس ارماناس
دس ارماناس (به اسپانیایی: Dos Hermanas) یک شهر در اسپانیا است که در استان سویل واقع شده‌است. دس ارماناس ۱۶۰٫۵۲ کیلومتر مربع مساحت و ۱۳۵٬۰۵۰ نفر جمعیت دارد و ۴۲ متر بالاتر از سطح دریا واقع شده‌است. این شهر زیبا و مدرن به مرکز استان (شهر سویل) بسیار نزدیک است. دانشگاه‌های لویولا اندلوسیا و پابلو د اولاوید در این شهر واقع اند. محله های معروف و گران قیمت  دس ارماناس آرکو نورته و لا موتیا هستند.

در اسپانیا ساکنان دس ارماناس را نازارنو/نازارنا می نامند. طبق افسانه های رایج بین مردم، این نام از نام خانوادگی دو خواهر به نام  الویرا و استفانیا نازارنو گرفته شده است.
بر اساس افسانه ها، پس از فتح سویل توسط فردیناند سوم کاستیل، این سرزمین ها در تاج لئونسا ادغام شده و به آدالید لئونین گونزالو نازارنو، پادشاهی لئون اهدا می شود.